# Miriam Karlin

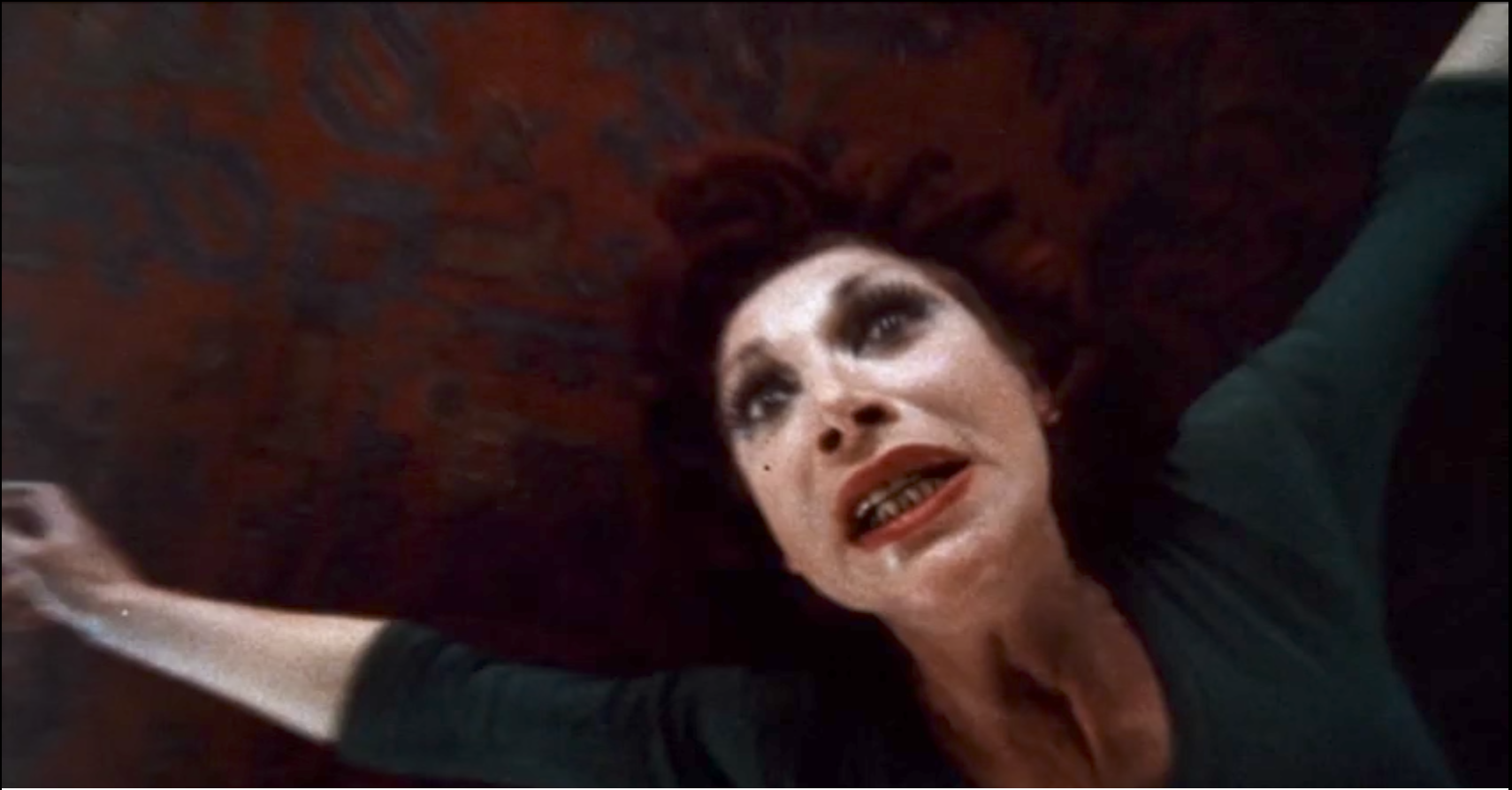
Miriam Karlin

Miriam Karlin, eigentlich Miriam Samuels, (* 23. Juni 1925 in Hampstead, London, North London; † 3. Juni 2011 in St. John’s Wood, London, England) war eine britische Schauspielerin.

## Leben

### Ausbildung und Theater
Karlin wurde als Tochter von Harry Samuels und dessen Ehefrau Céline Aronowitz in eine wohlhabende, orthodoxe jüdische Londoner Familie hineingeboren. Ihr Vater war ein erfolgreicher Barrister, mit den Schwerpunkten Wirtschaftsrecht, Arbeitsrecht und Gewerkschaftsrecht. Verwandte ihrer Mutter wurden später im KZ Auschwitz ermordet. Karlin bewunderte zeitlebens die Arbeit und das soziale Engagement ihres Vaters, was auch ihre eigenen späteren sozialen und gesellschaftspolitischen Aktivitäten erklärt. Sie selbst hatte seit ihrer Jugend großes Interesse am Theater und an der Politik. Karlin wuchs im Londoner Stadtteil Hampstead auf. Sie besuchte die South Hampstead High School. In dieser Zeit litt Karlin stark an Übergewicht; dieses bekämpfte sie später mit radikalen Abmagerungskuren und Diäten.
Karlin absolvierte nach ihrem Schulabschluss eine Schauspielausbildung an der Royal Academy of Dramatic Art. Ihre ersten Bühnenauftritte hatte sie während des Zweiten Weltkrieges 1943 bei der Entertainments National Service Association bei Bühnenshows und Programmen im Rahmen der Truppenbetreuung. Sie spielte dort in der Komödie The Family Upstairs von Harry Delf (1893–1964). 
1946 gab sie ihr Londoner Theaterdebüt am Lyric Hammersmith Theatre mit der Rolle der Lorene, einer unattraktiven Frau, in dem Bühnenstück The Time of Your Life von William Saroyan. Es folgte 1947, an der Seite von Bonar Colleano, ein Engagement am Londoner The Strand als Miss Sharpe in der Komödie Separate Rooms von Joseph Carole, Alan Dinehart, Alex Gottlieb und Edmund Joseph. In den folgenden zehn Jahren trat Karlin in zahlreichen Bühnenrollen im Londoner West End auf. 
Anfang 1956 spielte sie am Lyric Hammersmith Theatre die Rolle der polnischen Pilotin und Kunstfliegerin Lina Szczepanowska in der Komödie Mesallianz oder Falsch verbunden (Misalliance) von George Bernard Shaw; für diese Rolle hatte sie innerhalb von vier Wochen über 12 Kilo abgenommen. Ende 1956 übernahm sie am Phoenix Theatre in London die Rolle der Mrs. van Daan in einer Bühnenfassung von Das Tagebuch der Anne Frank. 1959/1960 spielte sie die Rolle der Lily Smith, ein liebenswürdiges „leichtes Mädchen“, in dem Musical Fings Ain't Wot They Used T' Be von Lionel Bart, zunächst am Theatre Royal Stratford East in London und später am Garrick Theatre im West End. 1966 trat sie am Jeannetta Cochrane Theatre in London in drei Stücken von Saul Bellow, The Bellow Plays, auf. 1967 verkörperte sie am Her Majesty’s Theatre in London, an der Seite des israelischen Schauspielers Topol, die Golde in dem Musical Fiddler on the Roof. 
1972 gastierte sie am Palace Theatre in Watford mit der Titelrolle in Bertolt Brechts Bühnenstück Mutter Courage und ihre Kinder. 1974 spielte sie die Martha in Wer hat Angst vor Virginia Woolf? in einer Tourneeproduktion durch Großbritannien. Weitere Bühnenrollen in den 1970er und 1980er Jahren waren: Madame Hortense in dem Musical Zorba von John Kander (Greenwich 1973), die Mutter in Heute abend wird aus dem Stegreif gespielt von Luigi Pirandello (Chichester Festival Theatre 1974), Iokaste in Oedipus Rex (Haymarket Theatre 1975), Grace Hoyland in Bus Stop von William Inge (Phoenix Theatre 1976), Irina Nikolayevna Arkadina in Die Möwe (Haymarket Theatre 1976), Judith Bliss in Heufieber (Hay Fever) von Noël Coward (Haymarket Theatre 1976) und Alma in Bed Before Yesterday (Leicester 1978), dem letzten Bühnenstück von Ben Travers (1886–1980).
1975 trat sie am Phoenix Theatre in dem Solo-Abend Diary of a Madame auf; sie las aus in Englische übersetzten Briefen von Liselotte von der Pfalz, der Ehefrau des homosexuellen Herzogs Philippe von Frankreich, Herzog von Orléans. Mit diesem Programm gastierte Karlin auch am Originalschauplatz im Schloss Versailles, in Wien und in Australien. 
1981 spielte sie bei der Royal Shakespeare Company in Stratford-upon-Avon die Titelrolle in dem Drama The Witch of Edmonton von John Ford, Thomas Dekker und William Rowley. Die Rolle gestaltete sie mit völligem darstellerischen und körperlichen Einsatz. Die Szene, in der sie von den Bewohnern des Dorfes verprügelt wird, spielte sie stets ohne künstliche Polsterung ihres Kostüms. 1990 war sie am Sherman Theatre in Cardiff die erste Frau, die die Titelrolle in Harold Pinters Bühnenerfolg Der Hausmeister darstellte. Zu ihren späten Bühnenrollen gehörten die Großmutter Zofia in dem Theaterstück Tongue of a Bird von Ellen McLaughlin (Almeida Theatre London, 1997) und die Ladeninhaberin Mrs. Steinberg in der Komödie Mrs Steinberg and The Byker Boy (Bush Theatre London, 2000) von Michael Wilcox.
2008 spielte Karlin, im Alter von 83 Jahren, am Finborough Theatre in London ihre letzte Bühnenrolle. Sie verkörperte die auf einen Rollstuhl angewiesene jüdische Altenheim-Bewohnerin Stella in dem Theaterstück Many Roads To Paradise von Stewart Permutt.

### Film und Fernsehen
Ihr Filmdebüt gab Karlin 1952 in einer winzigen Rolle als Ladenkundin in der britischen Filmkomödie Down Among the Z Men. Es folgten bis Ende der 1950er Jahre zahlreiche kleine Rollen und Kleinstrollen, in denen Karlin oftmals nur in einer einzigen Szene kurz zu sehen war und nicht einmal im Abspann des Films erwähnt wurde. 
1960 hatte sie eine kleine Rolle als Soubrette in dem Film Der Komödiant von Tony Richardson, einer Verfilmung des Theaterstücks The Entertainer von John Osborne. In der romantischen Komödie Die Millionärin (1960) übernahm sie die Rolle der Mrs. Maria Joe. Einen kurzen, aber eindrucksvollen Auftritt hatte sie als Katzenlady in Stanley Kubricks Film Uhrwerk Orange (1971). Sie spielte eine alleinstehende Frau, die von Alex, dem Anführer der Jugendbande, der in ihr Haus eindringt, mit einer phallischen Statue angegriffen und erschlagen wird. Unter der Regie von Ken Russell spielte sie Gustav Mahlers Tante Rosa in der Filmbiografie Mahler (1974).
1990 war sie als geldgierige Bordell-Inhaberin Mrs. Hackett in dem Kriminalfilm Jekyll und Hyde zu sehen. In dem französisch-britischen Filmdrama In stürmischen Zeiten (2000) verkörperte sie die Rolle der jüdischen Nachbarin Madame Goldstein, die bei der Besetzung von Paris von den Nationalsozialisten verschleppt wird. In dem Thriller Children of Men (2006) hatte sie eine kleine Rolle als gefangene Großmutter. Ihre letzte Filmrolle hatte sie, an der Seite von Daniel Craig, als griesgrämige Witwe und Nachbarin Mrs. Rogers in dem Filmdrama Flashbacks of a Fool (2008). 
Häufig arbeitete Karlin auch für das Fernsehen. Besondere Bekanntheit erreichte Karlin hier insbesondere durch ihre Rolle in der britischen Sitcom The Rag Trade (1961–1963). In der in einer kleinen Textilfabrik spielenden Fernsehserie verkörperte Karlin die stets zu einem Streik bereite, militante Betriebsratsvorsitzende Paddy, die mit einem Pfiff und ihrem Kommando „Alle raus hier!“ (Everybody Out!) jeweils einen neuen Streik anfängt. Die Parole „Everybody Out!“ wurde in Großbritannien zum geflügelten Wort. 1962 spielte sie diese Rolle auch in einer Bühnenfassung von The Rag Trade am Piccadilly Theatre in London. 1977/1978 gab es ein Revival der Serie, in dem Karlin erneut erfolgreich die Rolle der Paddy übernahm. 
Eine weitere durchgehende Serienrolle hatte sie von 1992 bis 1994 als Yetta Feldman in der Sitcom So Haunt Me, in der sie den Geist der jüdischen Vorbesitzerin des Hauses spielte. Sie übernahm auch Episodenrollen in verschiedenen weiteren Fernsehserien, unter anderem in Rooms (1974–1976), Crown Court (1975), Casualty (1996), Doctors (2001; 2004) und Dalziel und Pascoe (2005).

## Politisches Engagement
Karlin war lange Jahre Mitglied des Verwaltungsrates (Council) der britischen Schauspielergewerkschaft Equity. 
Sie gehörte zu den Unterstützern der British Humanist Association. Auch unterstützte sie die britische Nichtregierungsorganisation Burma Campaign UK, die sich für die Wahrung und Umsetzung der Menschenrechte in Myanmar einsetzt. Sie trat öffentlich im Rahmen der Campaign for Nuclear Disarmament auf. Auch engagierte sie sich zeitlebens bei der Anti-Nazi League gegen Faschismus und Antisemitismus. Sie nahm an Protestkundgebungen gegen den Holocaustleugner David Irving teil und warnte vor dem österreichischen Politiker Jörg Haider, indem sie auf dessen Nähe zu nationalsozialistischem Gedankengut hinwies.
1975 wurde sie in Anerkennung ihrer Arbeit in der Gewerkschaftsbewegung und in der Öffentlichen Wohlfahrt von Königin Elisabeth II. zum Officer of the Order of the British Empire ernannt.
Sie war Schirmherrin der britischen Sterbehilfe-Organisation Dignity in Dying.

## Privates
Karlin war unverheiratet und lebte in South London. Sie bezeichnete sich selbst als „fundamentalistische Atheistin“.
2007 veröffentlichte sie ihre Memoiren Some Sort of a Life. Karlin litt, wie sie in ihrer Autobiografie enthüllte, seit den 1950er Jahren unter Essstörungen. Ab den 1970er Jahren kamen weitere massive gesundheitliche Probleme hinzu. Sie hatte Rückenprobleme und litt an peripherer Neuropathie, die sie zum Teil auf ihre radikalen Abmagerungskuren in den 1950er Jahren zurückführte. Karlin schloss sich dem Neuropathy Trust an; sie stand auch mit der Sterbehilfeorganisation Exit (jetzt: Dignity in Dying) in Kontakt und zog die Möglichkeit einer begleiteten Sterbehilfe in Betracht.
Karlin war seit 2006 an Krebs erkrankt. Sie starb am Morgen des 3. Juni 2011 im Alter von 85 Jahren im St. John’s Hospital im Londoner Stadtteil St. John’s Wood.

## Filmografie (Auswahl)
- 1952: Down among the Z Men
- 1955: Lockende Tiefe (The Deep Blue Sea)
- 1957: Das Zuhältersyndikat (The Flesh Is Weak)
- 1958: Das hast du nochmal Schwein gehabt (The Big Money)
- 1959: Der Weg nach oben (Room at the Top)
- 1960: Der Komödiant (The Entertainer)
- 1960: Die Millionärin (The Millionairess)
- 1960: Crossroads to Crime
- 1961: The Fourth Square
- 1961: Hand in Hand
- 1961: Watch It, Sailor!
- 1961–1963: The Rag Trade (Fernsehserie)
- 1962: Das Rätsel der unheimlichen Maske (The Phantom of the Opera)
- 1963: Der Gehetzte von Soho (The Small World of Sammy Lee)
- 1963: Love Story (Fernsehserie, Folge: Some Grist from Mervyn's Mill)
- 1967: Just Like a Woman
- 1971: Uhrwerk Orange (A Clockwork Orange)
- 1974: Mahler (Mahler)
- 1974–1976: Rooms (Fernsehserie, 3 Folgen)
- 1975: Crown Court (Fernsehserie, Folge: Take Back Your Mink)
- 1977–1978: The Rag Trade (Fernsehserie)
- 1990: Jekyll und Hyde (Jekyll and Hyde)
- 1992: Utz
- 1992–1994: So Haunt Me (Fernsehserie)
- 1996: Casualty (Fernsehserie, Folge: Thicker Than Water)
- 2000: In stürmischen Zeiten (The Man Who Cried)
- 2001: The Bill (Fernsehserie, Folge: Lifelines)
- 2001–2004: Doctors (Fernsehserie, 2 Folgen)
- 2004: Suzie Gold
- 2005: Dalziel und Pascoe (Dalziel and Pascoe, Fernsehserie, 2 Folgen)
- 2005: Waverly
- 2006: Agatha Christie’s Marple – Lauter reizende alte Damen (Folge: By the Pricking of My Thumbs)
- 2006: Children of Men
- 2008: Flashbacks of a Fool